# لورنزو بوسیسیو
لورنزو بوسیسیو (ایتالیایی: Lorenzo Bosisio; ۲۴ سپتامبر ۱۹۴۴ – ) دوچرخه‌سوار اهل ایتالیا بود.
وی در مسابقات کشوری و بین‌المللی در مجموع برندهٔ ۱ مدال طلا، ۱ مدال نقره، ۳ مدال برنز شده‌است.